# Luciferin

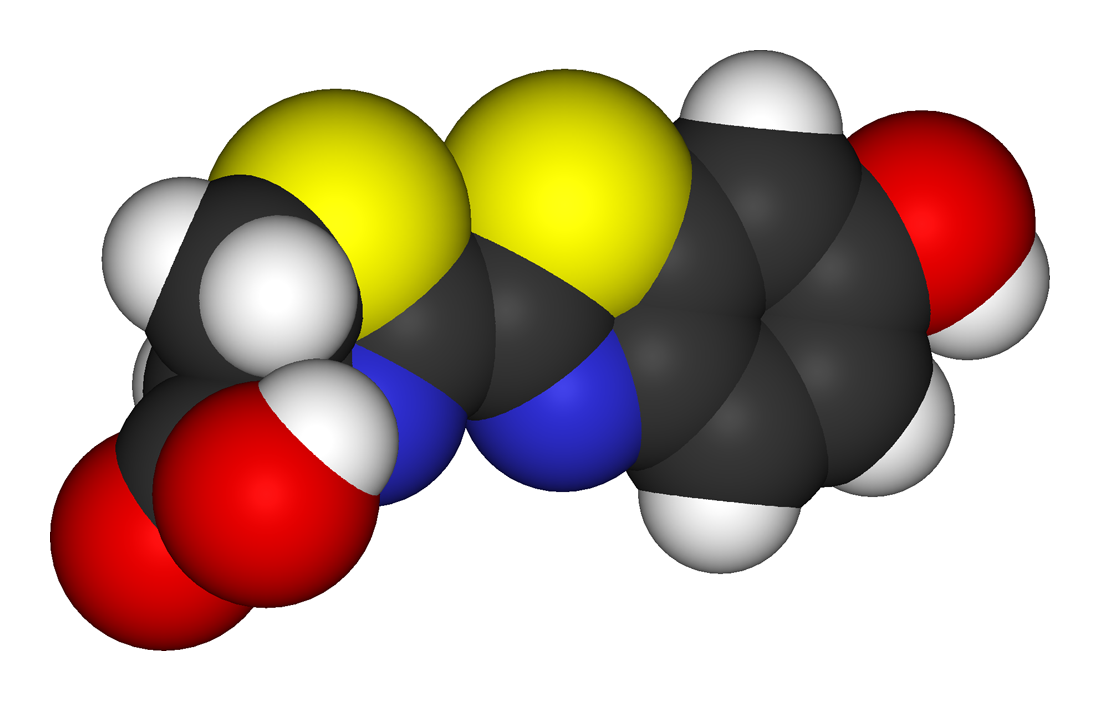
A szentjánosbogár luciferinjének térmodellje.
sárga: kén, kék: nitrogén, fekete: szén, piros: oxigén, fehér = hidrogén.

A luciferin különböző biolumineszcens élőlényekben található szerves vegyületek gyűjtőneve, amelyek, ha oxidált állapotba kerülnek, fényt bocsátanak ki.

Elnevezése a latin lucifer, azaz fényhozó szóból származik.

## Előfordulása
Legismertebb a párzási vagy zsákmányszerzési céllal fényt kibocsátó rovarok, például a szentjánosbogarak esete, de más élő szervezetekben is előfordul. Ezek szerkezete is más, ezért öt fő csoport különböztethető meg.

### Típusai
- Rovar luciferin
- Bakteriális luciferin
- Vargulin (cypridina vagy kagylósrák luciferin)
- Dinoflagellata (ostoros egysejtű) luciferin
- Coelenterata luciferin (űrbelűekre jellemző)
- Világító tölcsérgomba

## A fénykibocsátás kémiája
A luciferin egy általános kifejezés arra a fény kibocsátó vegyületre, amely a biolumineszcenciát (fénykibocsátást élő szervezetek által) generáló organizmusokban található. A név a latin "lucifer" szóból ered, ami "fényhordozót" jelent.
A luciferinek általában egy enzim-katalizált reakción mennek keresztül molekuláris oxigénnel. Ez a reakció, amely jellemzően egy molekuláris fragmentum leválását foglalja magában, egy gerjesztett állapotú intermedier vegyületet hoz létre, amely fényt bocsát ki, amikor visszatér alapállapotába. Ezt a folyamatot hideg fénynek is nevezik, mert nagyon kevés hőt termel.
Fontos megjegyezni, hogy nem egyetlen "luciferin" létezik. Különböző típusú luciferinek vannak, amelyek kémiai szerkezetükben különböznek, és különböző élőlényekben találhatók meg, mint például:
* Szentjánosbogár luciferin: A legismertebb típus, amely a szentjánosbogarakban felelős a jellegzetes sárga fény kibocsátásáért. Ennek a reakciónak a végbemeneteléhez ATP (adenozin-trifoszfát) is szükséges az oxigén mellett.
* Bakteriális luciferin: A biolumineszcens baktériumokban található, és két komponensből áll: flavin-mononukleotidból és egy zsíros aldehidből.
* Latia luciferin: Egy édesvízi csigában (Latia neritoides) található.
* Dinoflagelláta luciferin: Egyedülálló a biolumineszcens dinoflagellátákban.

A luciferin-luciferáz rendszer (ahol a luciferáz az az enzim, amely katalizálja a luciferin oxidációját) széles körben alkalmazott a tudományban és az orvostudományban, például in vivo képalkotásban és molekuláris képalkotásban.

## Alkalmazás
A luciferin-luciferáz reakciót az igazságügyi orvostan is alkalmazza. Hogy a luciferin – fénykibocsátás közben – átalakuljon luciferin-adenilillé, egy ATP nevű energiahordozó kell, amelyet jellemzően csak élő szervezet tartalmaznak. Ha a vizsgált felületre felvitt luciferil-luciferáz keverék világít, azt jelzi, hogy ott élő organizmus van jelen. Ugyanez a módszer élelmezés-egészségügyi vizsgálatok során is használatos.
A luciferin oxidációját egy bizonyos katalizátor enzim, a luciferáz segíti.